# Лю Квок Ман
Лю Квок Ман (кит.: 廖國文, нар. 1 липня 1978, Британський Гонконг) — гонконзький футбольний арбітр, арбітр ФІФА з 2008 року.
Обслуговував матчі азійського відбору на чемпіонат світу 2014 року, а потім і наступного відбору на турнір 2018 року. Також постійно обслуговує матчі Ліги чемпіонів АФК та Кубка АФК.
Був одним з арбітрів Кубка Азії 2019 року.